# Селезінка Неоніла
Неоніла Селезінка (11 листопада 1896, Стрий — 23 травня 1941, Радехів) — українська громадська та культурна діячка у Галичині, голова «Союзу Українок», делегат Лондонського з'їзду Жіночої гільдії.

## Життєпис
З роду Бобикевичів-Нижанківських, закінчила ліцей у Перемишлі, повінчалася із сином священика Ярославом Селезінкою.
Керувала філією Союзу українок в Радехові. 1930-го подружжя Селезінок було кинуто до тюрми в Золочеві, де протримали місяць і відправили до тюрми в Тернополі. Після цього Неоніла оголошує голодування, це пришвидшило звільнення. 1934 року її обрано делегатом з'їзду Міжнародної жіночої гільдії, що відбувся в Лондоні.
З приходом перших совітів заарештовано її чоловіка Ярослава Селезінку та після кількаденних катувань вивезли в невідомому напрямі. Неоніла переїздить у Львів, до сестри чоловіка — посла Володимира Кузьмовича, якого невдовзі також арештовують. Після цього вона серйозно захворіла, а навесні 1941-го родину попередили про можливий арешт, і серце не витримало, 23 травня 1941 року Неоніли не стало.
Похована у м. Броди на міському цвинтарі.